# إبراهيم أباد (أنزان الشرقي)
إبراهیم أباد (بالفارسية: ابراهیم‌آباد) هي قرية تقع في إيران في قسم أنزان الشرقي الريفي. يقدر عدد سكانها بـ 960 نسمة بحسب إحصاء 2016.